# Santa Barbara, California
Santa Barbara este un oraș din California, Statele Unite. Este sediul comitatului omonim, Comitatul Santa Barbara, California. Aici a fost construit în anul 1969, Lunar Roving Vehicle, primul autovehicul lunar.

## Personalități născute aici
- Mia Talerico (n. 2008), actriță.
- Katy Perry, (n. 1984), cântăreață de muzică pop.